# Zamora Fútbol Club "B"
El Zamora FC B es un equipo de fútbol profesional venezolano, radicado en la ciudad de Barinas, filial del Zamora FC. Fue creado, luego de comprar el cupo en el 2010, del Deportivo Barinas. Juega en la Segunda División de Venezuela

## Jugadores

### Plantilla 2013-15
Este equipo cuenta con la base principal del Zamora Fútbol Club los cuales alternan entre la primera y la segunda división del equipo Barinés                                                                                                                          

## Datos del club
- Temporadas en 1.ª División: No puede ascender
- Temporadas en 2.ª División: 5 (2010/11, 2011-12, 2012-13, 2013-14, 2014-15)